# Nicklas Pedersen
Nicklas Pedersen (ur. 10 października 1987 w Køge) – duński piłkarz występujący na pozycji napastnika, po zakończeniu kariery zawodniczej trener piłkarski.

## Kariera klubowa
Pedersen zawodową karierę rozpoczynał w 2005 roku w klubie Herfølge z 1. division. Spędził tam 2 lata. W tym czasie rozegrał tam 39 ligowych spotkań i zdobył 18 bramek. W 2007 roku przeszedł do Nordsjælland z Superligaen. W tych rozgrywkach zadebiutował 3 września 2007 roku w przegranym 1:2 meczu z Aalborgiem. 17 września 2007 roku w wygranym 3:1 spotkaniu z Esbjergiem strzelił pierwszego gola w trakcie gry w Superligaen.
W styczniu 2009 roku Pedersen odszedł do holenderskiego FC Groningen. W Eredivisie pierwszy pojedynek zaliczył 25 stycznia 2009 roku przeciwko Ajaksowi (1:0). 22 sierpnia 2009 roku w zremisowanym 2:2 meczu z Venlo zdobył pierwszą bramkę w trakcie gry w Eredivisie.
W sezonie 2012/2013 Pedersen grał w KV Mechelen, a latem 2013 przeszedł do KAA Gent. W 2016 został zawodnikiem KV Oostende. W 2017 wrócił do Mechelen. Karierę kończył w 2019 w FC Emmen.

## Kariera reprezentacyjna
W reprezentacji Danii Pedersen zadebiutował 11 sierpnia 2010 roku w zremisowanym 2:2 towarzyskim meczu z Niemcami.

## Kariera trenerska
W styczniu 2020 Pedersen został trenerem drużyny do lat 17 HB Køge. W 2023 objął funkcję trenera pierwszej drużyny tego zespołu.